# Ghyczy Ignác
Ghyczy Ignác (ghiczi, assakürthi és ablanczkürthi), (Tata, 1799. február 13. – Tata, 1870. május 5.) uradalmi jószágigazgató, mezőgazda, országgyűlési képviselő, az Országos Magyar Gazdasági Egyesület (OMGE) egyik szervezője, híres könyvgyűjtő.

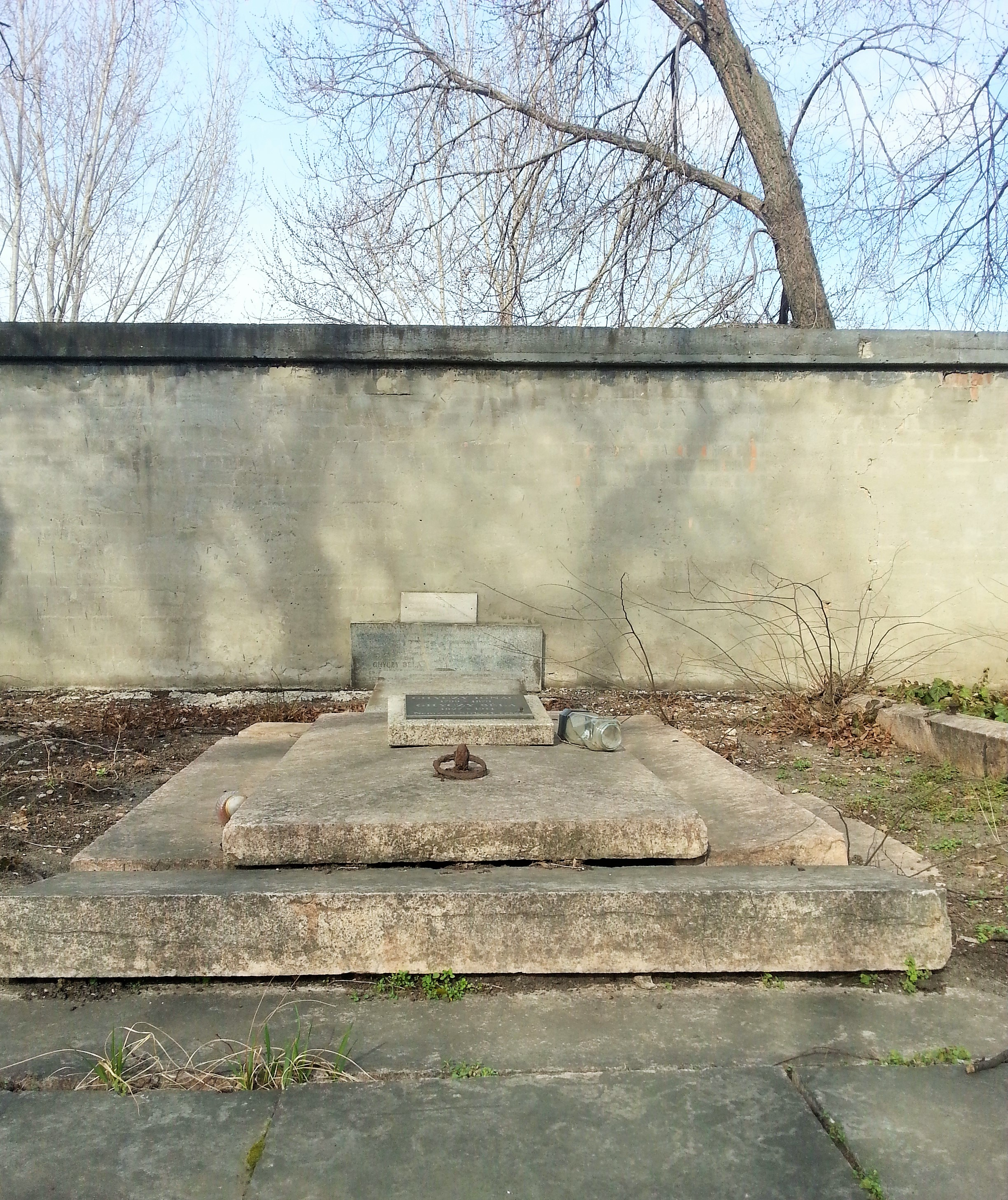
Sírja a Fiumei úti sírkertben

## Családja
Apja Ghyczy Ferenc (1756-1838) Komárom megye első alispánja és országgyűlési követe volt. A Ghyczy családnak döntő befolyása volt Komárom vármegye életére, hatalmi-politikai viszonyaira. Testvére: Ghyczy Kálmán politikus, országgyűlési képviselő, a képviselőház négyszer megválasztott elnöke.
Felesége Laszlovszky Borbála (1803–1881), Laszlovszky József leánya.  Házastársa felmenői éppúgy Oszlányból származnak, mint a Ghyczy-család, akik a 17. századtól oszlányi birtokosok a Pálffy-családdal együtt.
Gyermekeik: Ghyczy Géza (mérnök, műegyetemi tanár), Béla (császári és királyi altábornagy, főrendiházi tag), Imre (magyar nemes testőr, 1848-1849-es huszárkapitány), Gyula (a budapesti Ügyvédi Kamara elnöke), Dénes (m. kir. udvari tanácsos, országgyűlési képviselő, Komárom vármegye alispánja), Ida.

## Életpályája
Az ügyvédi pályára készült és 1822-ben tette le vizsgáit. Ezek  után a bábolnai kincstári uradalom ügyésze, majd 1827-től az Esterházy grófok tatai és gesztesi uradalmában gazdatiszt 1848-ig, mikor is a tatai nemzetőrök kapitánya lett, s mint ilyen részt vett a schwechati csatában.  1849 őszén István és József főhercegek gazdaságainak vezetését vette át. 1864-ben vonult nyugalomba. 1865-től haláláig a tatai kerület országgyűlési képviselője volt. Eredményeket ért el a vetőmagtermelés, takarmánytermesztés növelésével, valamint az állattenyésztés terén is. Szorgalmazta az erdőgazdaság korszerűsítését, elsősorban az erdőközösségek megszüntetését. Nagy része volt a Magyar Gazdasági Egylet felvirágoztatásában. Tatán szeszfőzdét és sörgyárat alapított.

## Könyvtára
Ghyczy Ignác híres magyar könyvgyűjtő volt. Halála után gyermekei a kb. 14.500 kötetből álló könyvtárát az akkor alakult Képviselőházi Könyvtárnak (ma: Országgyűlési Könyvtár) adományozták. A 18.-19. századi nemesi családi könyvtár, mely muzeális könyvekben és időszaki kiadványokban is gazdag, főként német, francia, magyar és latin nyelven kiadott politikai, jogi, államtudományi, történeti, földrajzi, gazdasági, teológiai, hadtudományi, irodalomtudományi és szépirodalmi műveket tartalmaz. A ma is meglévő állományrész különösen becses könyvritkaságai között találjuk többek között Luther Bibliáját 1569-ből, Ferdinand Bernhard Vietz bécsi tudós 14 kötetes, kézzel festett növényhatározóját (Icones plantarum… Wien, 1780-1819), az első magyar nyelvű döntvénytárat (Planum Tabulare, Buda, 1825), Révai Péter Szent Koronáról szóló művét (Nagyszombat, 1732.), és még sorolhatnánk.

### Műve
- Károlyi Lajos tótmegyeri és Hunyadi József ürményi uradalmainak ismertetése (Pest, 1843).

## Emlékezete
- A Pallas nagy lexikona szerint "a korabeli társadalom egyik legtiszteltebb alakjai közé tartozott".
- Az Igazmondó című lap így méltatja halálhírének közlésekor: "A haza egy hű fiát, a szabad eszmék egy megedzett harczost, övéi egy gondos családapát vesztettek benne."[1]